# Cellino Attanasio
Cellino Attanasio község (comune) Olaszország Abruzzo régiójában, Teramo megyében.

## Fekvése
A megye délkeleti részén fekszik. Határai: Atri, Bisenti, Castellalto, Castiglione Messer Raimondo, Cermignano, Montefino és Notaresco.

## Története
Alapítására vonatkozóan nincsenek pontos adatok. Valószínűleg a középkorban alakult ki egy ókori, szabinok által lakott, majd később római település helyén (Hatriae). Önálló községgé a 19. század elején vált, amikor a Nápolyi Királyságban felszámolták a feudalizmust.

## Népessége
A népesség számának alakulása:

## Főbb látnivalói
- Santa Maria di Musano-templom
- Santa Maria la Nova-templom
- San Francesco-templom